# Raymond Voegeli
Raymond Voegeli (ur. 14 sierpnia 1894 w Artolsheim, zm. 1 grudnia 1980 w Kaysersbergu) – francuski duchowny katolicki zaangażowany w pomoc Polakom podczas II wojny światowej.

## Życiorys
Raymond Voegeli urodził się w 1894 roku w Artolsheim. Wstąpił do zakonu kamilianów, którego główną misję była opieka nad chorymi. 29 lutego 1920 roku przyjął święcenia kapłańskie. Posługiwał w swojej rodzinnej Alzacji, w diecezji Strasburg. Od 21 października 1938 roku był proboszczem parafii Fréland. Po pokonaniu Francji w 1940 roku, Alzacja została włączona do III Rzeszy. Voegeli od samego początku okupacji zaangażował się w miejscowy ruch oporu. Pomagał Alzatczykom w unikaniu wcielenia do Wehrmachtu.
W 1941 roku w Ursprung pod Fréland Niemcy założyli obóz dla 30 polskich jeńców wojennych (Arbeitskommando Lager nr 491). Za zgodą strażników mogli oni uczestniczyć w mszach odprawianych przez Voegelego w jego kościele. Voegeli poznał wówczas Polaków, szczególnie bliską relację nawiązał z Franciszkiem Urbanikiem.
W 1944 roku, po lądowaniu aliantów w Normandii w czerwcu 1944 roku, Niemcy planowali zlikwidować obóz. Voegeli postanowił zorganizować ucieczkę Polaków. O planach poinformował Franciszka Urbanika oraz rodzinę Gorius ze swojej parafii, którą przekonał do przyjęcia jeńców. Innych mieszkańców namawiał do dzielenia się żywnością, kiedy zwracał się do nich z ambony „Wiecie, o co chcę was prosić”. Polacy uciekli obozu w nocy 26/27 sierpnia 1944 roku. Gestapo, które włączyło się w poszukiwanie, za udzielanie pomocy uciekinierom groziło surowymi karami. Przebywający u Goriusów Polacy doczekali wyzwolenia przez Amerykanów na początku grudnia 1944 roku.
Po zakończeniu wojny Voegeli został pierwszym merem Fréland. 1 października 1952 roku zakończył posługę we Fréland. Następnie był kapelanem sióstr dominikanek. Od 1972 roku przebywał na emeryturze w niedalekim Kaysersbergu. Zmarł w 1980 roku. Pochowany został w rodzinnym Artolsheim.
W 2019 roku na wniosek Stanisława Urbanika, syna Franciszka Urbanika, we Fréland odsłonięto sfinansowaną przez Instytut Pamięci Narodowej tablicę upamiętniającą pomoc udzieloną Polakom przez mieszkańców gminy.
7 czerwca 2022 roku został odznaczony Medalem Virtus et Fraternitas. Wraz z nim wyróżnionych zostało sześcioro innych mieszkańców Fréland: Marie Gorius, Eugène Gorius, Rosalie Fogel, Jeanine Humbert, Léon Humbert, Hélène Pionstka.